# Rudolf Reusch
Rudolf Friedrich Reusch (* 4. Dezember 1810 in Königsberg; † 28. Dezember 1871 ebenda) war ein deutscher Jurist, Schriftsteller und Volkskundler.

## Leben
Reusch wurde als ältester Sohn des Juristen und späteren Universitätskurators Christian Friedrich Reusch geboren. Er studierte in Königsberg Rechtswissenschaft und wurde zum Dr. jur. promoviert. Er wurde 1839 (oder 1842) Gerichtsassessor am Oberlandesgericht Königsberg, 1850 Stadtgerichtsrat und 1859 Tribunalsrat (Richter). 1867 trat er als Geheimer Justizrat in den Ruhestand. Er sammelte auf der Halbinsel Samland, auf der er aufgewachsen ist, Volkssagen, Mythen und Volkslieder, und gab diese heraus. Ferner verfasste er Gedichte in niederpreußischer Sprache. Zusammen mit August Hagen und seinem Freund Ernst Wichert gründete Reusch 1858 das „Literarische Kränzchen in Königsberg“ und war eines dessen Hauptmitglieder. Nachdem Reusch an einer Gehirnlähmung schwer erkrankte, löste sich der Kulturverein ca. 1867/68 auf.
Die Rudolf-Reusch-Straße in Berlin-Lichtenberg ist nicht nach ihm, sondern nach dem gleichnamigen Kommunalpolitiker Rudolf Reusch (1851–1931) benannt.

## Werke
Quelle:
Literarische und volkskundliche Schriften
- Sagen des Preußischen Samlandes aus dem Munde des Volkes erzählt. 1838 (Digitalisat in der Google-Buchsuche).
- Einige Zusätze zu den Sagen des Preußischen Samlandes. In: Preußische Provinzial-Blätter. 23, 1840, S. 120–128 (Digitalisat in der Google-Buchsuche).
- Aberglaube und Volkslieder des Preußischen Samlandes. In: Preußische Provinzial-Blätter. 26, 1841, S. 419–439 (Digitalisat in der Google-Buchsuche); 27, 1842, S. 234–252; 460–479; 551–576 (Digitalisat in der Google-Buchsuche).
- Die preußischen Erntegebräuche. In: Neue Preußische Provinzial-Blätter. 1, 1846, S. 1–14 (Digitalisat in der Google-Buchsuche).
- Plattdeutsche Gedichte in der Mundart des Preußischen Samlandes. Berlin 1863 (archive.org).
- Sagen des Preußischen Samlandes. 2. Auflage. Königsberg 1863 (Digitalisat in der Google-Buchsuche).
- Die Nordischen Göttersagen einfach erzählt. Berlin 1865 (archive.org).
- (als Hrsg.): Unterhaltungen des literarischen Kränzchens in Königsberg. 1, 1865 – 3, 1867 (mehr nicht erschienen); ZDB-ID 1250252-2, urn:nbn:de:bvb:19-epub-15817-7, urn:nbn:de:bvb:19-epub-15818-3, urn:nbn:de:bvb:19-epub-15819-2.

Juristische Schriften
- Musterakten in Todeserklärungs- und Aufgebotssachen nach Preußischem Gesetz. Guttentag, Berlin 1859 (Digitalisat).
- Das Appellations-Referat nach Preußischem Gerichts-Gebrauch in Aufsätzen und Mustern dargestellt. Heymann, Berlin 1861 (Digitalisat).
- Anleitung zum Instruiren, Referiren, Dekretiren im Preußischen Civilproceß für angehende Juristen. 2 Bände. Königsberg 1865.
- (mit Friedrich Marcinowski): System der preußischen allgemeinen Gerichts-Ordnung nach Gesetz und Praxis dargestellt. Die außerordentlichen Prozesse. Königsberg 1865. 
  - Neuer Abdruck unter dem Titel: Die außerordentlichen Prozesse der preußischen allgemeinen Gerichts-Ordnung nach Gesetz und Praxis dargestellt. Theile, Königsberg 1868 (Digitalisat beim Max-Planck-Institut für europäische Rechtsgeschichte).